# Guy Armand Romano
Guy Armand Romano (ur. 11 czerwca 1937 w Arc-en-Barrois, zm. 23 listopada 2023 w Paryżu) – francuski duchowny rzymskokatolicki posługujący w Nigrze, w latach 1997-2003 biskup Niamej.

## Życiorys
Święcenia kapłańskie przyjął 24 lutego 1964. 25 czerwca 1984 został prekonizowany administratorem apostolskim Niamej ze stolicą tytularną Caput Cilla. Sakrę biskupią otrzymał 30 września 1984. 3 marca 1997 został mianowany biskupem diecezjalnym Niamej. 25 stycznia 2003 zrezygnował z urzędu.